# Lasha Guruli
Lasha Guruli (født 1996) er en georgisk bokser .
Han repræsenterede Georgien ved sommer-OL 2024 i Paris, hvor han vandt bronze i letvægtskategorien.